# Tusnamitsu Adachi
Pour les articles homonymes, voir Adachi (homonymie).
Tusnamitsu Adachi est un entomologiste japonais, né le 15 septembre 1901 et mort le 2 décembre 1981.
Militaire durant les années 1921-1922, il entre à la faculté d’agriculture de l’université de Tokyo en 1925. Dans ce même établissement, il devient assistant en 1932 puis professeur associé en 1948. En 1954, il accepte le poste de professeur à l’université Tōyō. Il prend sa retraite en 1976.
Il est l’auteur de 75 articles, principalement en entomologie, plusieurs sur les Staphylinidae. Il est l’auteur de onze espèces du Japon.

## Source
- Lee H. Herman (2001). Catalog of the Staphylinidae (Insecta: Coleoptera). 1758 to the end of the Second Millennium. I. Introduction, History, Biographical Sketches, and Omaliine Group, Bulletin of the American Museum of Natural History, 265 : i+vi + 649 p.  (ISSN 0003-0090)